# Megan Bozek
Megan Bozek, född den 27 mars 1991 i Arlington Heights i USA, är en amerikansk ishockeyspelare.
Hon tog OS-silver i damernas ishockeyturnering i samband med de olympiska ishockeytävlingarna 2014 i Sotji.